# Lucas Euser
Lucas Euser (* 5. Dezember 1983 in Napa) ist ein ehemaliger US-amerikanischer Radrennfahrer.

## Sportliche Laufbahn
Lucas Euser begann seine Karriere 2005 bei dem US-amerikanischen Continental Team Webcor Builders. In der Saison 2006 fuhr er für die Mannschaft TIAA-CREF. Bei der Tour of Georgia belegte Euser in der Bergwertung den zweiten Platz hinter Jason McCartney. Ab der Saison 2007 ging er für das amerikanische Professional Continental Team Slipstream-Chipotle an den Start. 2008 gewann er den Univest Grand Prix. Bis 2009 blieb er bei diesem Team, das dabei jedes Jahr den Titelsponsor wechselte. Er wechselte 2010 zum Team Spidertech, das mit der Namensgebung ähnlich verfuhr, und blieb dort bis 2012. 2013 wechselte er zur Mannschaft UnitedHealthcare Pro Cycling Team. Dort beendete er 2015 seine Radsportlaufbahn.

## Erfolge
2008
- Univest Grand Prix

## Teams
- 2005 Webcor Builders
- 2006 TIAA-CREF
- 2007 Slipstream-Chipotle
- 2008 Slipstream-Chipotle / Garmin-Chipotle
- 2009 Garmin-Slipstream
- 2010 SpiderTech-Planet Energy
- 2011 Team SpiderTech-C10
- 2012 SpiderTech-C10
- 2013 UnitedHealthcare Pro Cycling Team
- 2014 UnitedHealthcare Professional Cycling Team
- 2015 UnitedHealthcare Professional Cycling Team